# Expo Express
 (mai 2025).
Si vous disposez d'ouvrages ou d'articles de référence ou si vous connaissez des sites web de qualité traitant du thème abordé ici, merci de compléter l'article en donnant les références utiles à sa vérifiabilité et en les liant à la section « Notes et références ».
L'Expo Express est un ancien métro de surface automatisé de cinq stations sur un parcours de 5,7 kilomètres situé à Montréal, au Québec. Ce circuit est construit pour l'Exposition universelle de 1967 et coûte environ 18 millions de dollars canadiens. Il relie la Cité du Havre aux îles Sainte-Hélène et Notre-Dame.
Après l'Expo 67, le matériel roulant est vendu à la ville de Montréal et le service continue pendant quatre ans sur un trajet plus court et sous le nom d'Express des Îles. En 1972, le service est abandonné puis les installations démontées.

## Histoire
En novembre 1962, Montréal est retenue pour accueillir l'exposition universelle de 1967 (Expo 67). 12 millions de visiteurs sont attendus. De par son emplacement au milieu du fleuve Saint-Laurent et son étendue (400 hectares), le site de l'Expo allait nécessiter une desserte par de nombreux moyens de transports. Parmi ceux-ci, un monorail reliant la gare centrale aux îles Sainte-Hélène et Notre-Dame est envisagé en 1963 par la Compagnie de l'Expo pour compléter son Minirail (en) et son téléphérique. Ce type de transport collectif avait déjà été utilisé pour l'Exposition universelle de 1962 à Seattle (Monorail de Seattle) et faisait l'objet de recherches en France (Monorail SAFEGE). Mais l’année suivante, le projet de monorail est abandonné car son coût est jugé prohibitif et son tracé entrerait en concurrence avec la ligne 4 du métro de Montréal, construite pour l'Expo. Pour éviter cette concurrence et maximiser les chances de revente du système après les festivités, un métro de surface fut préféré, « standard » à ceci près qu'il serait le premier du genre automatisé.
L'appel de propositions pour un tel système, qui voit s'affronter six compagnies, est remporté le 21 août 1964 par un groupement formé de Hawker Siddeley Canada, Westinghouse Air Brake Company (Wabco), The Foundation Company of Canada et Dillan Associates. La construction des voies ferrés commence en avril 1965. La première rame de l'Expo Express sortant de l'usine Canadian Car & Foundry de Fort William en Ontario est présentée au public en mai 1966, après 21 mois de travaux. Fin juin, elle effectue, tractée par une locomotive diesel, le trajet jusqu'à la gare Windsor de Montréal et emmène des passagers pour l'occasion. En octobre de la même année les essais commencent.
L'Expo Express entre officiellement en service en avril 1967 et transporte 44 millions de voyageurs durant les six mois que durent l'Expo.

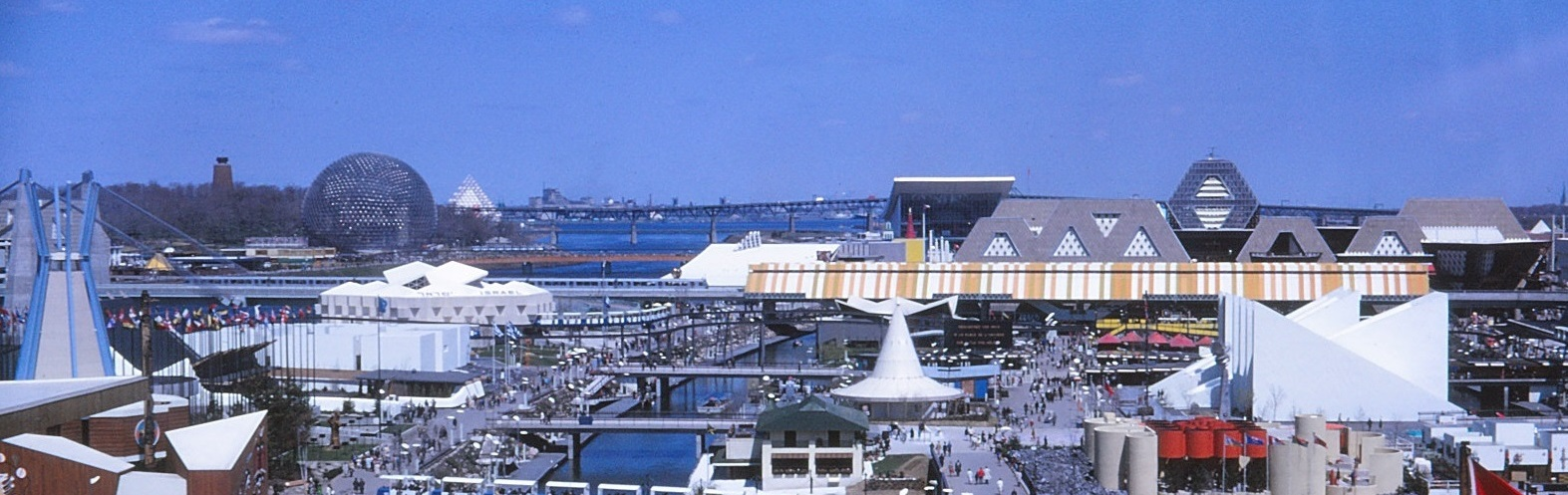
L'Expo-Express à l'approche de la station Île Notre-Dame.

### Tentatives d'achat
Alors que l'Expo 67 est en cours, l'avenir de l'Expo Express se dessine. En juillet 1967, la ville de New York propose de racheter les rames pour remplacer à moindre coût le matériel roulant de la Staten Island Railway et conduit une étude en ce sens, sans suite. La ville de Montréal envisage de son côté d'utiliser les wagons sur la ligne Deux-Montagnes pour augmenter le service, mais le Canadien National, propriétaire de la ligne, ne souhaite pas financer le rehaussement des quais. Un an plus tard, en août 1968, c'est au tour d'Edmonton de proposer le rachat de 44 voitures pour son métro léger. Enfin, en septembre, des hommes d'affaires créent la Société Urbaine de Transports Rapides Inc. (SUTRI) et proposent à la jeune ville de Laval un partenariat public-privé pour y construire un réseau de transport basé sur le matériel de l'Expo Express.
Toronto, Cleveland et Boston s’étaient montrées intéressées, mais ne soumissionnent pas à l'appel d'offres que lance la Compagnie de l'Expo. Le 1er octobre 1968, la SUTRI le remporte face à Edmonton. Cependant, la ville de Montréal, qui a financé 25 % du système, s'y oppose et, ne pouvant pas faire annuler l'appel d'offres, réussit à convaincre Laval et Edmonton d'abandonner leurs projets,.
En 1969, c'est donc finalement Montréal qui prend possession de l'Expo Express pour 1,8 million de dollars afin de continuer à desservir l'exposition devenu permanente (Terre des Hommes). Pour l'occasion, il est alors renommé l'Express des Îles. 

### Tentatives de vente
Après l'acquisition, la Société de transport de Montréal (STM) assure l’opération du métro de surface, amputé de ses deux stations de la Cité du Havre, en période estivale, et ce, jusqu'en octobre 1972. Après cette date, les pavillons de l’île Notre-Dame ayant fermé la même année, l'Express des Îles n'a plus d’utilité. De plus, les travaux de construction d'un bassin pour les Jeux olympiques d’été de 1976 allaient détruire un pont emprunté par les rames. Le matériel roulant est donc stationné sur le pont de la Concorde entre les îles Sainte-Hélène et Notre-Dame à partir de 1973. La ville cherche alors à le vendre mais entre-temps la technologie a évolué et les tubes électroniques sont devenus obsolètes.
Finalement, le 18 juin 1979, un homme d'affaires montréalais rachète le matériel pour 380 000 dollars et fait construire une voie ferrée temporaire pour l'amener dans la cour de l'entreprise Vickers Canada, au port de Montréal, ou il est entreposé. Par l'entremise de Vickers, il essaie ensuite de trouver un acquéreur. N'y parvenant pas, il revend le tout en 1984 aux Entreprises Pemik Inc. qui transfèrent les voitures dans un champ sur la montée Chenier aux Cèdres, puis font évaluer le coût de leur restauration en 1988 par Bombardier Transport dans l'espoir d'une utilisation sur le réseau de trains de banlieue. Les coûts apparaissant prohibitifs, aucun plan ne se concrétise pour la réutilisation des véhicules et ceux-ci sont démantelés en 1995.

## Ligne

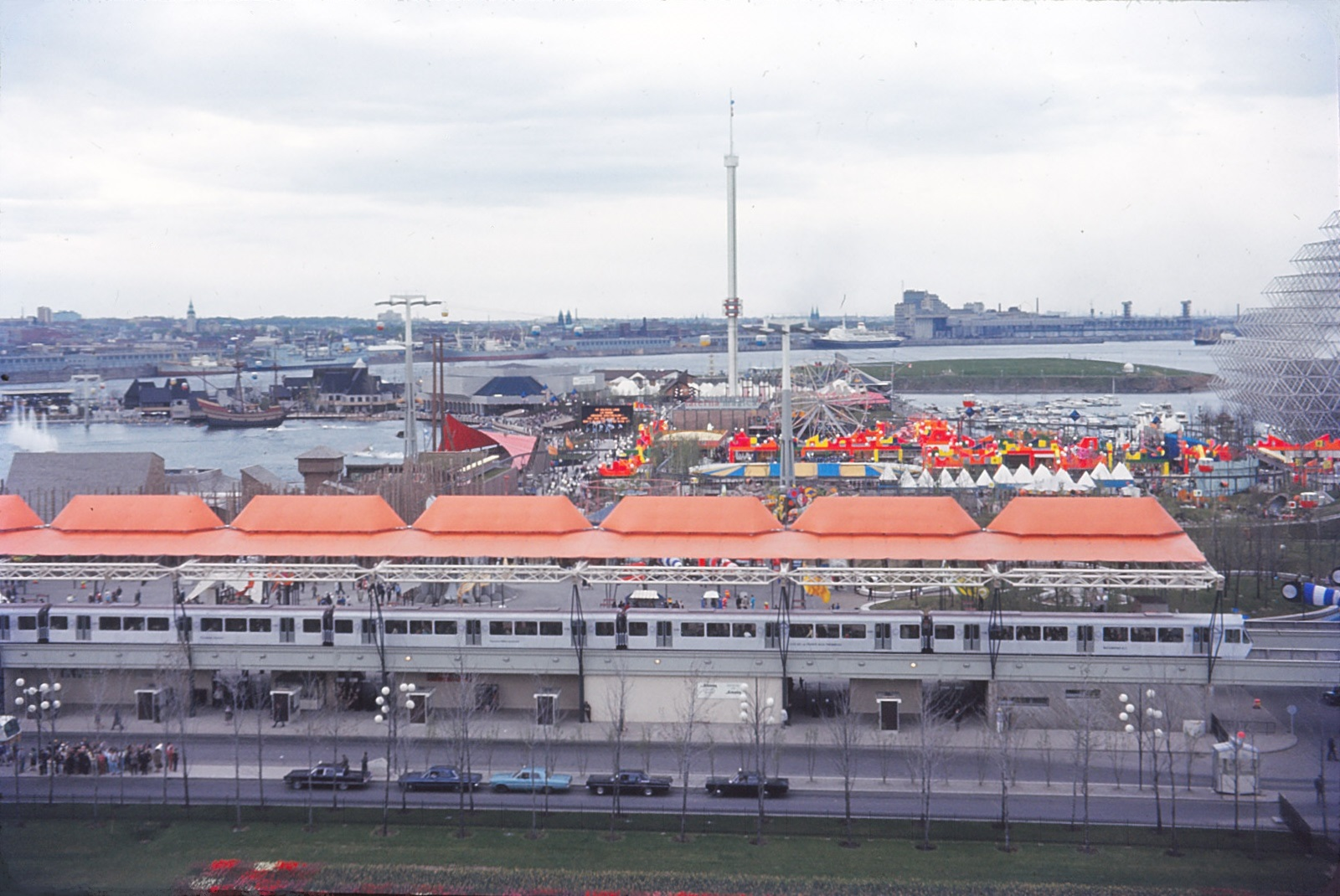
Station La Ronde.

La ligne de l'Expo Express, longue de 5,7 kilomètres, comportait six stations originellement, puis quatre après 1968.
| Nom               | Lieu              | Dates     | Notes                                       |
| ----------------- | ----------------- | --------- | ------------------------------------------- |
| Place d’Accueil   | Cité du Havre     | 1967-1968 | Terminus Ouest, centre de contrôle.         |
| Habitat 67        | Cité du Havre     | 1967-1968 |                                             |
| Place des Nations | Île Sainte-Hélène | 1967-1972 | Connexion avec le Minirail jaune.           |
| Île Notre-Dame    | Île Notre-Dame    | 1967-1972 | Pavillon l'Homme à l’œuvre.                 |
| Notre-Dame Est    | Île Notre-Dame    | 1968-1972 | Pavillon l’Homme et l’agriculture.          |
| La Ronde          | Île Sainte-Hélène | 1967-1972 | Terminus Est, entrée du parc d'attractions. |

### Voies

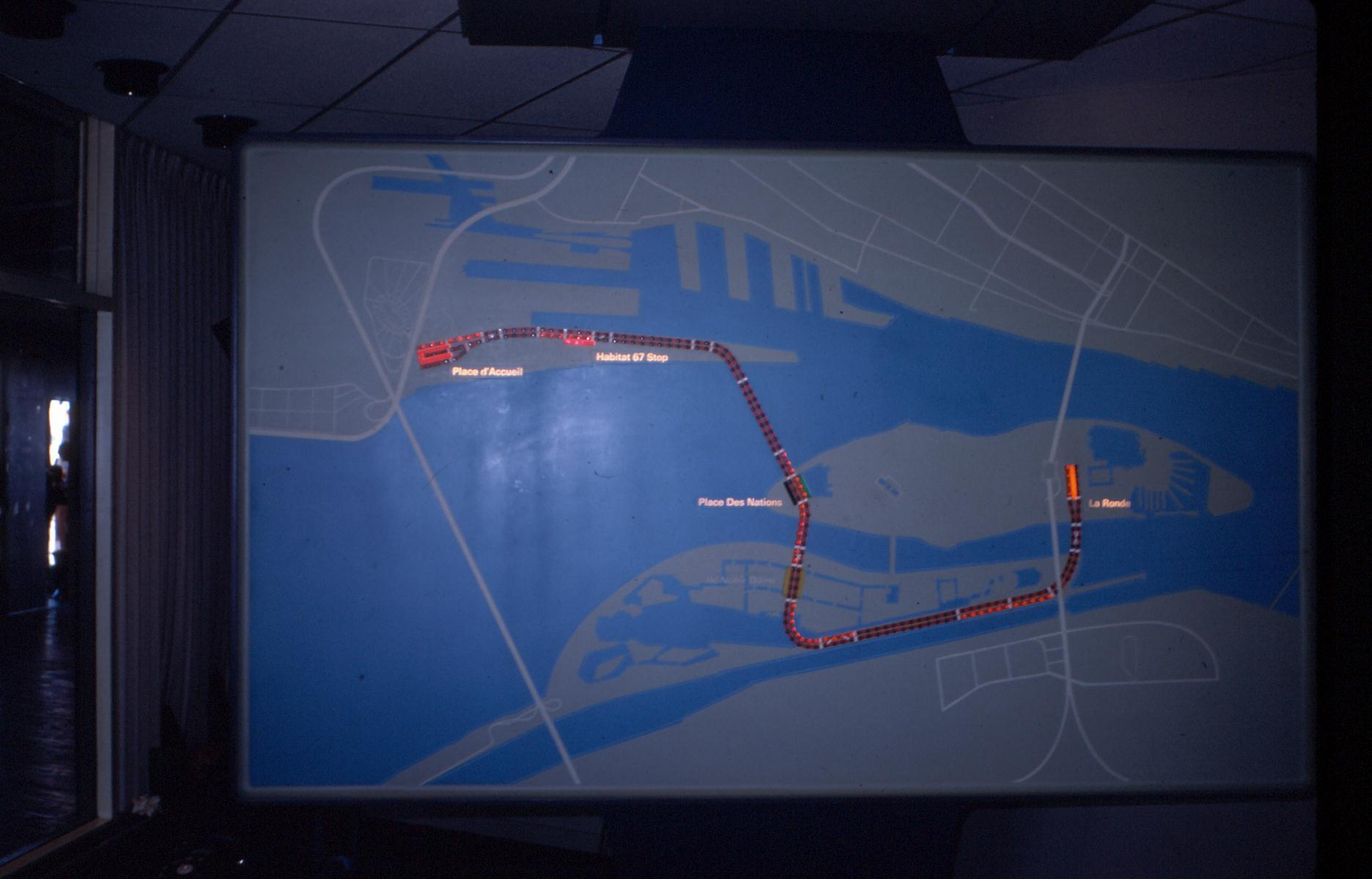
La position de chaque train est affichée sur un tableau dans le centre de contrôle.

La ligne possédait deux voies sur tout le trajet, sauf pour la section de la Place d'Accueil qui possédait une seule voie car à cette section les visiteurs quittaient d'un côté du train et embarquaient de l'autre. Une seconde voie fut cependant rapidement ajoutée pour faire face à l'achalandage. Le garage d'entretien des voitures était situé au nord-ouest de la station de La Ronde.
Pour absorber les vibrations et réduire le bruit à proximité des pavillons, les rails étaient soudés ensemble et des coussinets en caoutchouc étaient placés entre les rails et les traverses et entre les traverses et le radier de la voie. De plus des déflecteurs acoustiques étaient placés en station.
Les rames étaient alimentées en courant électrique continu 600 volts par un troisième rail.

### Automatisation

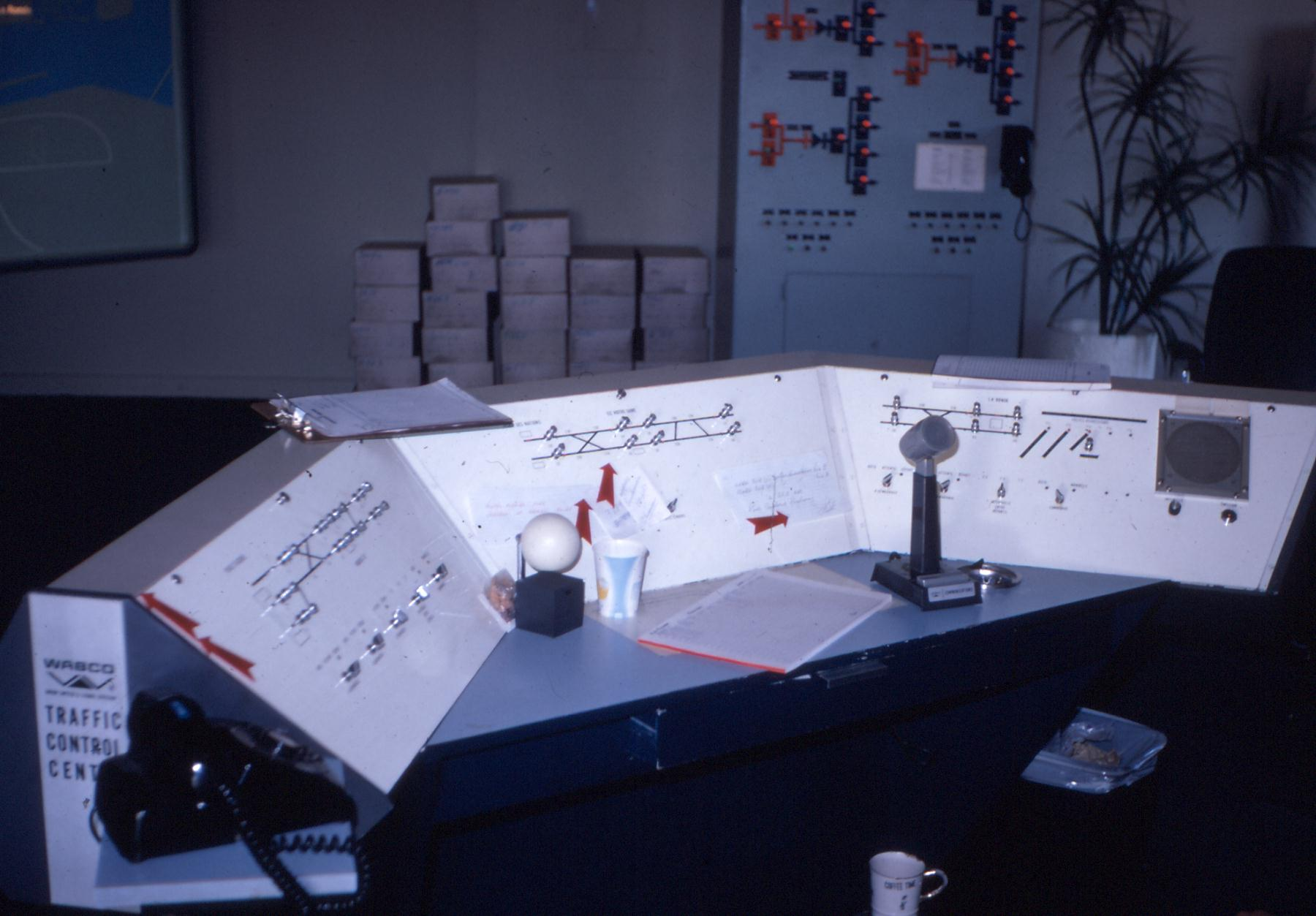
La console de contrôle des trains au centre de contrôle.

L'Expo Express a été le premier métro entièrement automatisé en Amérique du Nord. Le système expérimental, conçu par Uniswitch, division de Wabco, utilisait des signaux de contrôle circulant dans les rails. Chaque section de voie (canton) possédait ainsi sa vitesse autorisée. À l'approche des stations, des bobines signal déclenchaient le freinage des rames jusqu'à leur arrêt à une précision de 45 centimètres (1 pied et demi). Cependant, l'automatisation n’était pas totale car un opérateur restait chargé d'actionner les portes et de donner le départ (automatisation de niveau 3).
La vitesse des trains était limitée à 72 kilomètres par heure (45 miles par heure) pour des raisons touristiques. Le système permettait une fréquence de 2 minutes 30 secondes entre les trains pour accommoder 30 000 personnes par heure en période de pointe.

## Matériel roulant

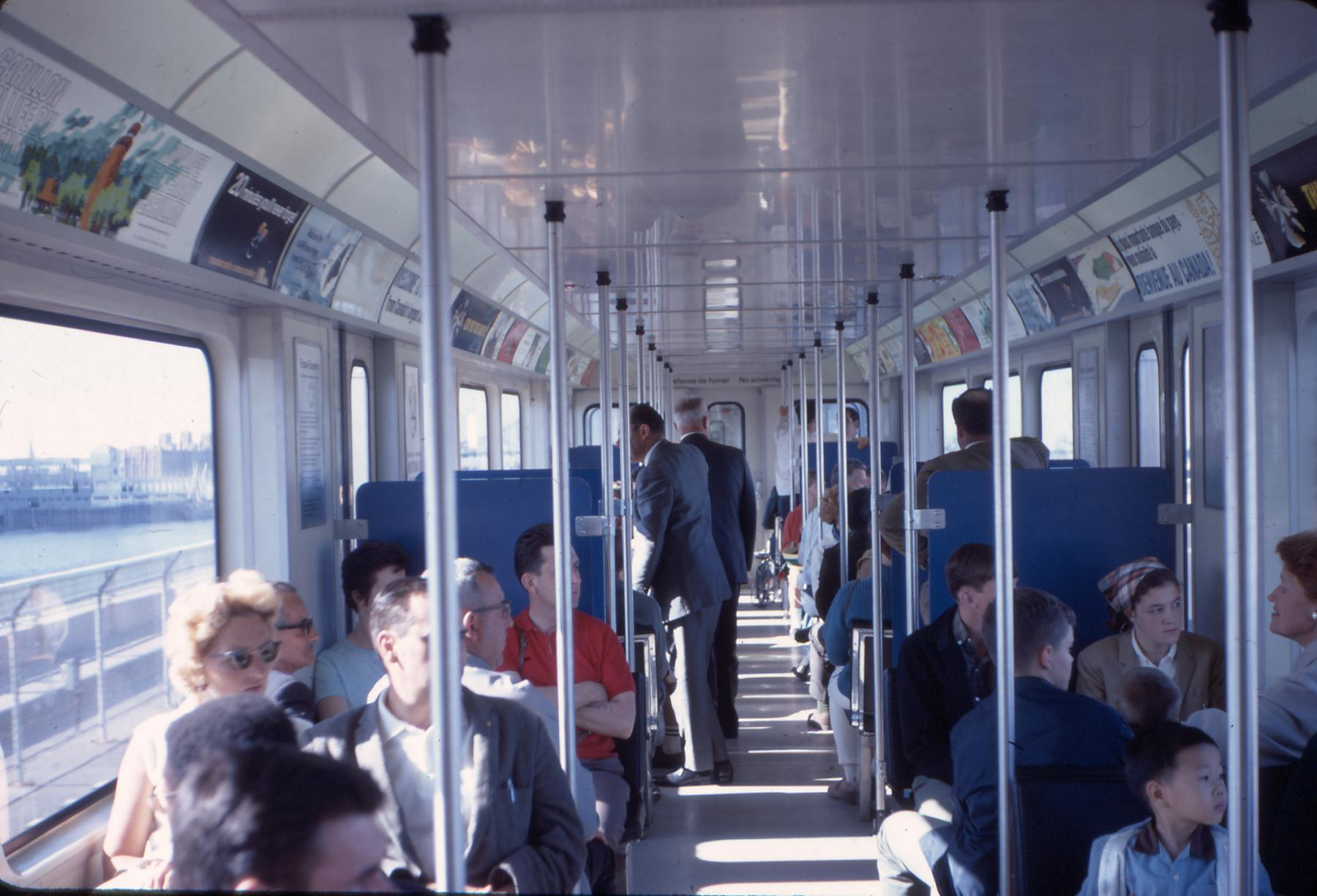
Intérieur de l'Expo Express.

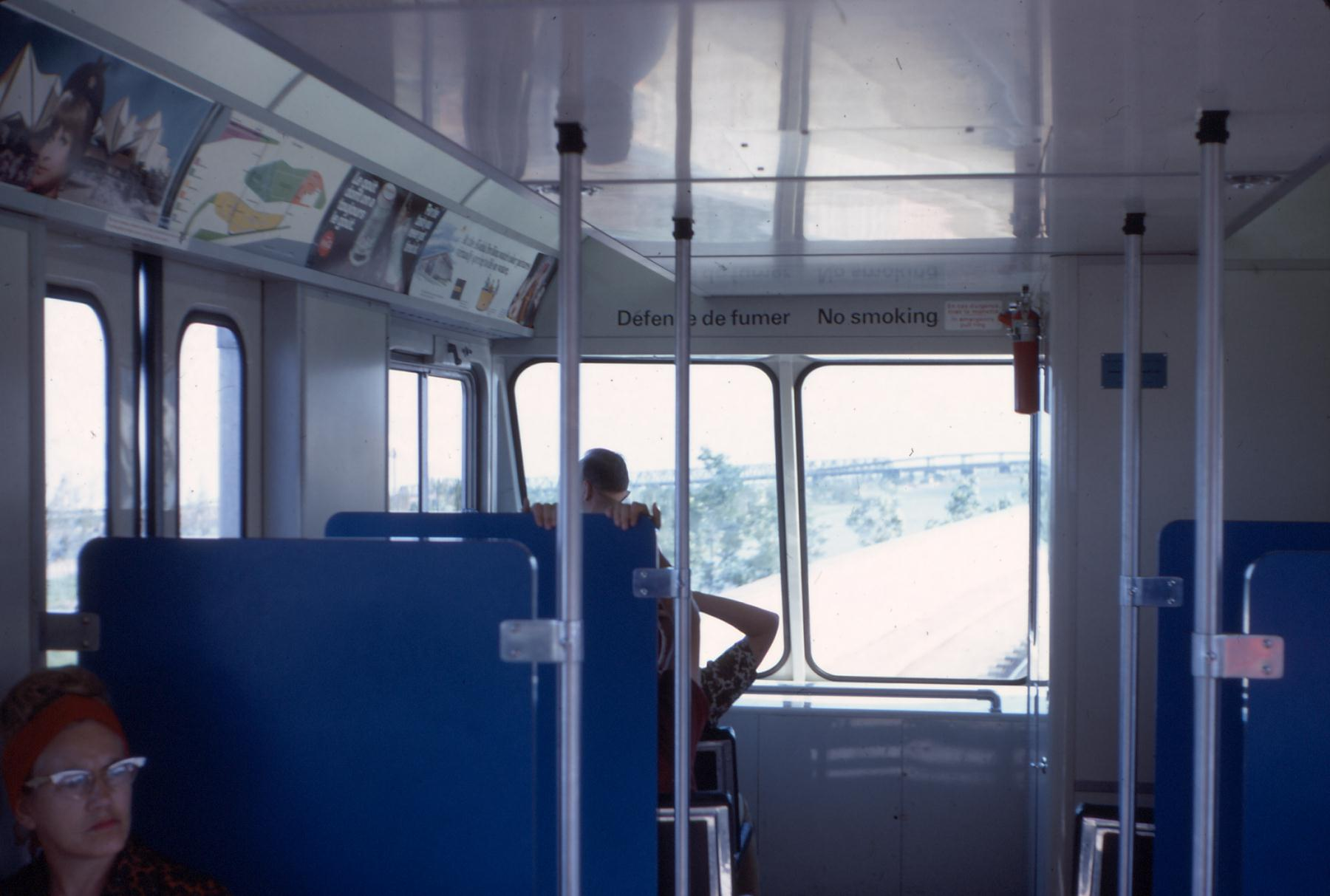
Voiture de tête de l'Expo Express.

Contrairement au métro de Montréal qui lui est contemporain, l'Expo Express utilisait un système de train classique, semblable à celui du métro de Toronto, muni de roues en acier roulant sur une voie ferrée afin de maximiser la valeur de revente à la fin de l'expo. Dans la même optique, un système de commande mixte (manuel et automatique) fut installé.
Les voitures étaient faites d'un alliage d'aluminium sur une armature d'acier et munies de vitres très larges pour maximiser la vue des passagers. Ces vitres laissant entrer beaucoup de chaleur, un système de climatisation était installé sur chaque voiture.
Chaque train était formé de 4 voitures intermédiaires de 80 sièges et de deux voitures de tête de 78 sièges, pour une capacité totale de 1 200 personnes.
Information :
- Type : Série H1 (en) et RTC-75 (75 pieds) pour les wagons de tête
- Nombre : 48 voitures
- Configuration : 8 rames de 6 voitures
- Opérateur : Ville de Montréal
- Constructeur : Hawker Siddeley Canada Limited, Thunder Bay, Ontario